# Heiner Lück
Pour les articles homonymes, voir Luck.
Heiner Lück (né le 22 mai 1954 à Nauendorf) est un juriste allemand. Lück enseigne en tant que professeur de droit à l'Université de Halle-Wittemberg. Lück est depuis des décennies l'un des représentants les plus actifs de la recherche allemande sur le Miroir des Saxons.

## Biographie
Lück étudie à l'Université de Halle-Wittemberg jusqu'en 1979. En 1983, il termine son doctorat avec une étude sur l'efficacité pratique de la faculté de droit de Wittemberg (1502-1817). De 1983 à 1989, il est assistant de l'historien du droit de Halle Rolf Lieberwirth (de). En 1988, il obtient son habilitation d'histoire du droit avec une thèse sur le système judiciaire en électorat de Saxe à l'époque moderne. Il acquit la venia legendi pour le droit civil en 1993 à l'Université de Giessen. En 1993, il passe une période d'enseignement en tant que professeur invité à l'Université du Wisconsin.
Après avoir enseigné aux universités de Zurich et de Greifswald, il se voit offrir un poste aux universités de Greifswald et de Halle en 1993/94. En 1994, il est nommé professeur de droit civil, d'histoire juridique européenne et allemande à l'Université Martin-Luther de Halle-Wittemberg. En 1999, il décline une offre pour la chaire de droit civil et d'histoire du droit à l'Université de Passau. Lück prend sa retraite à la fin du semestre d'été 2019.
Lück est membre à part entière de l'Académie des sciences de Saxe à Leipzig, où il dirige le projet "Le droit saxon-magdebourgeois en tant que lien culturel entre les systèmes juridiques d'Europe orientale et centrale". Il est membre de la Commission historique (de) affiliée, de l'Association scientifique pour le droit de la famille et de l'Association d'histoire constitutionnelle (de). En 2002, il reçoit le prix Eike-von-Repgow (de). En 2018, il est élu coéditeur de la célèbre série Quellen und Forschungen zur sächsischen und mitteldeutschen Geschichte par l'Académie des sciences de Saxe à Leipzig.
Heiner Lück est marié et a deux enfants.

## Travaux (sélection)
monographies
- Wettiner Grafen – Grenzen und Gerichte. Beiträge zur Geschichte des Saalkreises. Rat des Saalkreises Abteilung Kultur, Halle 1990.
- Die kursächsische Gerichtsverfassung. 1423–1550 (= Forschungen zur deutschen Rechtsgeschichte. Bd. 17). Böhlau, Köln u. a. 1997,  (ISBN 3-412-12296-3) (Zugleich: Halle, Universität, Habilitationsschrift, 1988).
- Sachsenspiegel und Magdeburger Recht. Europäische Dimensionen zweier mitteldeutscher Rechtsquellen (= ADIUVAT in itinere. Bd. 5, ZDB-ID 2178202-7). Adiuvat, Hamburg 1998.
- Die Spruchtätigkeit der Wittenberger Juristenfakultät. Organisation, Verfahren, Ausstrahlung. Böhlau, Köln u. a. 1998,  (ISBN 3-412-11297-6) (Zugleich: Halle, Universität, Dissertation, 1983).
- Über den Sachsenspiegel. Entstehung, Inhalt und Wirkung des Rechtsbuches (= Veröffentlichungen der Stiftung Schlösser, Burgen und Gärten des Landes Sachsen-Anhalt. Bd. 1). Janos Stekovics, Halle an der Saale 1999,  (ISBN 3-932863-03-8) (2., verbesserte und erweiterte Auflage. Janos Stekovics, Dößel (Saalekreis) 2005,  (ISBN 3-89923-093-0)).
- Der Sachsenspiegel. Das berühmteste deutsche Rechtsbuch des Mittelalters. Lambert Schneider, Darmstadt 2017,  (ISBN 978-3-650-40186-1).
- Alma Leucorea. Eine Geschichte der Universität Wittenberg 1502 bis 1817. Universitätsverlag Halle-Wittenberg, Halle an der Saale 2020,  (ISBN 978-3-86977-208-0).

rédactions
- Halle im Licht und Schatten Magdeburgs. Eine Rechtsmetropole im Mittelalter. Mitteldeutscher Verlag, Halle (Saale) 2012,  (ISBN 978-3-89812-969-5).
- Wittenberg. Ein Zentrum europäischer Rechtsgeschichte und Rechtskultur. Böhlau, Köln u. a. 2006,  (ISBN 978-3-412-16204-7).
- Mitherausgeber der 2. Auflage des Handwörterbuch zur deutschen Rechtsgeschichte (de) (HRG).